# Ángel Pavlovsky
Ángel Pavlovsky (Rivera, Argentina, 1941) és el nom artístic de Gregorio Ángel Pavolotzky Finkel, un actor i director de teatre barceloní d'origen argentí que ha actuat en teatres de tot Espanya. A més, ha fet de coreògraf i ballarí, i és comentarista i col·laborador habitual en diversos programes de ràdio i televisió.
Els seus espectacles són sovint en solitari, en els quals pot interpretar diversos personatges, masculins i femenins, amb maquillatge i disfresses; tot i que no necessàriament; de vegades també canta i sempre fa servir una ironia i sentit de l'humor molt refinats. No es considera humorista, ja que pretén, a més, emocionar i fer pensar. Els seus espectacles es caracteritzen també pel diàleg amb el públic, d'una manera que pot recordar alguns els antics cabarets o els antics espectacles d'El Molino, però modernitzats.
Ángel Pavlovsky va néixer a Rivera, una vila a la província de Buenos Aires, el 1941. Fill i net d'emigrants russos, va començar a treballar als 12 anys, al mateix temps que estudiava, per a poder portar el mateix ritme de vida que els seus amics més rics. Va ser molt bon estudiant, el millor de la classe. En una entrevista, Pavlovsky explica que el va marcar molt un professor que el va convèncer que no ho havia de memoritzar tot, sinó que havia d'entendre-ho, recorda que li va anar molt bé a l'escola però que, posteriorment, al teatre, no tenia l'habitud de memoritzar, per això va començar a improvisar i fer espectacles en solitari i més dinàmics. Ja el seu pare, que Pavlovsky considera un somiador, va ensenyar-li els valors del socialisme. En Pavlovsky s'ha considerat sempre d'esquerres.
Als 18 anys va anar a viure a Buenos Aires amb l'objectiu d'estudiar arquitectura però un cop allà es va interessar més pel món de l'espectacle i va començar treballant com a extra d'òpera al Teatro Argentino de La Plata. Els seus amics el van convèncer que on era bo era al teatre, com a actor. El seu primer paper com a actor el va fer dirigit per Víctor García. Més tard va ballar dansa contemporània al teatre Colón de Buenos Aires i posteriorment va fer de mim de l'òpera de cambra. Llavors va decidir que el que més li agradava era crear ell mateix els personatges i les situacions, i va començar a fer espectacles diversos, de vegades sol, d'altres amb ballarins, etc. Des de l'Argentina va conèixer el maig del 68 i l'any següent va marxar a París i Espanya per a participar de primera mà en aquest moviment. En aquest viatge va conèixer millor les idees d'esquerres i les novetats artístiques. L'any 1970 va tornar a Buenos Aires, però ja no era el mateix.
El 1973 va tornar Juan Perón a l'Argentina i Pavlovsky, que estava representant amb èxit Con pelos y señales a Buenos Aires, va decidir instal·lar-se a Barcelona, on viu i s'ha establert professionalment fins a l'actualitat. Quan va arribar a Barcelona, tot just van assassinar Carrero Blanco. De seguida va conèixer Joan Manuel Serrat, Quico Pi de la Serra, Lluís Llach, entre d'altres, i de fet viu al pis on abans vivia Lluís Llach. En aquesta època va veure que en un local de Madrid hi havia un espectacle amb molt d'èxit, en el qual, desafiant la censura, uns nois es vestien de dona i feien playbacks de Liza Minnelli, Marlene Dietrich, etc. quan venien els censors, canviaven les disfresses per una de pallasso. Això va inspirar Pavlovsky, però ell no es considerava prou bo com a imitador, i a més volia explicar coses, així que va començar a fer espectacles on es vestia de dona, cantava i parlava de les seves coses. Als anys setanta es va fer molt popular gràcies al personatge de La Pavlovsky, una estrella proletària que va interpretar en diferents muntatges, amb el qual no va trigar a passar a les portades de les revistes i a convertir-se en una icona homosexual quan, segons ell, "no estava de moda ser-ho" i malgrat ser bisexual. A Barcelona va afegir les idees progressistes, amb textos i cançons que parlen del que passa al món, i va començar a fer actuacions més sofisticades. Primer va començar al Barcelona de Noche, un local aleshores no gaire ben considerat però al qual anava tanmateix la gent més burgesa de la ciutat, a la sortida de l'òpera. Poc més tard anava a buscar-los directament actuant en hotels sofisticats i de prestigi, com per exemple el Ritz, i així va poder començar a actuar als teatres de la ciutat. Va fer espectacles sol o amb orquestres i ballarines, de petit i gran format.
El 1985 va anar a l'Argentina per a actuar, en un espectacle que va anomenar La Pavlovsky.

## Obra

### Com a actor
- Con pelos y señales
- Pavlovsky y su orquesta de señoritas
- Rimel y castigo
- Le Frigo (La nevera), representat en francès, a París, no és un guió seu sinó del guionista argentí de teatre Raúl Damonte Taborda, Copi director Marcial di Fonzo Bo. En aquesta obra interpreta un personatge travestit que ja havia interpretat abans en Copi.
- Orgullosamente humilde (estrena, 1996, Barcelona) és un monòleg amb cançons creat, interpretat i dirigit per ell mateix que va estar durant set anys en cartell a Barcelona, a teatres com el Club Capitol. Amb aquest espectacle, va obtenir el premi Especial de la Crítica de Barcelona i el premi FAD Sebastià Guasch.[2]
- Oíd, mortales (estrena, desembre 2002, Tatreneu), és un monòleg sense cançons creat, interpretat i dirigit per ell mateix que tracta, amb el seu particular sentit de l'humor i la ironia, de les grans preguntes de l'ésser humà. També s'encarregà de l'escenografia i la il·luminació d'aquest espectacle de gran èxit. El títol de l'espectacle coincideix amb les dues primeres paraules de l'himne argentí, la seva terra natal.
- Pavlovsky, hoy, siempre, todavía... (a Madrid es va estrenar el 2005)
- Los Copi (s) (Teatre Lliure de Barcelona, 2007), intervé al tercer acte com a protagonista, una exmodel reconvertida a escriptora.
- Alas furtivas (estrena, 2007 al Teatreneu de Barcelona), monòleg d'improvisació, sense guió ni text concret però amb temes que s'han de tractar predefinits, al qual només fa un personatge, masculí i sense maquillatge. L'any 2008 es va representar al teatre Español de Madrid.
- Història del soldat (2008, Teatre Grec de Barcelona), obra de teatre musical, de Stravinsky, en la qual interpreta un soldat.
- Boeing Boeing (estrena, març 2009 al teatre Coliseum de Barcelona), al qual interpreta una criada russa que acaba sent la cómplice del senyor de la casa, un arquitecte que viu a París i està compromès amb tres hostesses de vol.
- El 2010 interpretà el paper, en el qual no cantava, de duquessa de Crackentorp en l'òpera titulada La Fille du régiment, de Gaetano Donizetti i dirigida per Laurent Pelly, al Liceu de Barcelona.

### Com a director
- Con pelos y señales
- Pavlovsky y su orquesta de señoritas
- Rimel y castigo
- Orgullosamente humilde
- Oíd, mortales
- Pavlovsky, hoy, siempre, todavía...
- Alas furtivas
- Boeing Boeing

### Com a coreògraf
- Ja-je-ji-jo-ju (2009), interpretat per Julio Baccaro, Eduardo Gualdi i Juan Carlos Puppo.

## Curiositats
El paper de duquessa de Crackentorp, que Pavlovsky interpretà al Liceu en 2010, l'havia interpretat Montserrat Caballé a Viena, en la mateixa obra.